# Dazgīr
Dazgīr (persiska: دِزگَر, دَزگير, دزگیر) är en ort i Iran.   Den ligger i provinsen Västazarbaijan, i den nordvästra delen av landet, 600 km väster om huvudstaden Teheran. Dazgīr ligger 1 853 meter över havet och antalet invånare är 525.
Terrängen runt Dazgīr är kuperad åt nordost, men åt sydväst är den bergig. Terrängen runt Dazgīr sluttar österut.Runt Dazgīr är det ganska tätbefolkat, med 185 invånare per kvadratkilometer. Närmaste större samhälle är Silvana, 6,7 km norr om Dazgīr. Trakten runt Dazgīr består i huvudsak av gräsmarker.